# Еротоманія
Еротоманія — це рідкісний психічний розлад, що полягає в тому, що особа вірить в ілюзію кохання до неї іншої особи, в основному такої, що має значний суспільний статус.
Еротоманія також відома, як «синдром Клерамбо́» — названа вона так в честь французького психіатра Ґаета́на де Клерамбо́ (1872–1934), що опублікував інформацію на цю тему («Les Psychoses Passionelles») у 1924 р.
Інколи під еротоманією розуміють гіперсексуальність — паталогічний підвищений статевий потяг, що часто супроводжується статевими збоченнями (перверсіями). У такому випадку до жінок застосовують термін німфоманія, до чоловіків сатиріазіс.

## Історія
Раніші згадки даного явища можна зустріти в творах Гіпократа, Ерістрата, Плутарха, Галена. В психіатричній літературі це явище було згадано вперше у 1623 році в трактаті «Maladie d'Amour ou Melancolie Erotique» Жака Феррана. На Заході це явище відомо під різними назвавми: «фіктивний синдром» (як його назвав колумбійський психолог Сантья́го Кро́йдон), «психоз старої діви», «еротична параноя», «еротичні ілюзії „я-згадування“», окрім вже згаданих термінів: еротоманія і «синдром Клерамбо».

## Еротоманія як синдром
Основою, цього синдрому є те, що особа вірить в ілюзію кохання до неї іншої особи, в основному такої, що має значний суспільний статус. Залежний може вірити, що інша особа спілкується з ним таємно, наприклад, невербально, такими способами, як позою тіла, виразами обличчя тощо. Об'єкт ілюзії може мало або взагалі не контактувати з еротоманом, який може ініціювати їх фіктивний зв'язок або робити спроби зустрітись, писати листи, дзвонити. Об'єкт закоханості може бути таким, що не існує насправді, але переважно ними стають особи, що нібито можуть посилати еротоману таємні повідомлення — співаки, актори і політики. Коли об'єкт закоханості заперечує кохання до еротомана, то останнім це сприймається, як стратегія приховування їх стосунків від інших людей.

## Фільмографія
- «Фатальний потяг» (США, 1987) — фільм Едріана Лайна, який було номіновано на премію «Оскар».
- «Кохає — не кохає» (Франція, 2002) — фільм-драма з Одрі Тоту.
- «Фанатка» (США, 2002) — американський трилер.
- «Криміналісти: мислити як злочинець» (США, 2005) — згадується в одній із серій.
- «Закон і порядок» (США, 2010) — згадується в одній із серій.
- «Ти» (США, 2023) — згадується в одній із серій четвертого сезону.